# Olonne-sur-Mer
Olonne-sur-Mer est une ancienne commune de l'Ouest de la France, située dans le département de la Vendée, en région Pays de la Loire.
Le 1er janvier 2019, elle fusionne avec Château-d’Olonne et Les Sables-d’Olonne et devient une commune déléguée de la commune nouvelle des Sables-d'Olonne. La commune déléguée est supprimée par décision du conseil municipal du 4 février 2019.

## Géographie
Olonne-sur-Mer, est une ville côtière. C'est le village originaire du pays d'Olonne, lequel était composé des actuelles communes de L’Île-d’Olonne, du Château-d'Olonne et des Sables-d'Olonne.
Le territoire municipal d'Olonne-sur-Mer s'étend sur 4 608 hectares. L'altitude moyenne de la commune est de 15 mètres, avec des niveaux fluctuant entre 0 et 49 mètres,.

### Localisation
Olonne-sur-Mer est située sur la côte atlantique française, par la route à 104 km au sud-ouest de Nantes, 312 km au nord-ouest de Bordeaux, 39 km au sud-ouest de La Roche-sur-Yon et à 459 km au sud-ouest de Paris.
| Brétignolles-sur-Mer, Brem-sur-Mer | L’Île-d’Olonne      | Saint-Mathurin   |
| Océan Atlantique                   | Olonne-sur-Mer      | Sainte-Foy       |
| Océan Atlantique                   | Les Sables-d’Olonne | Château-d’Olonne |

### Espaces naturels

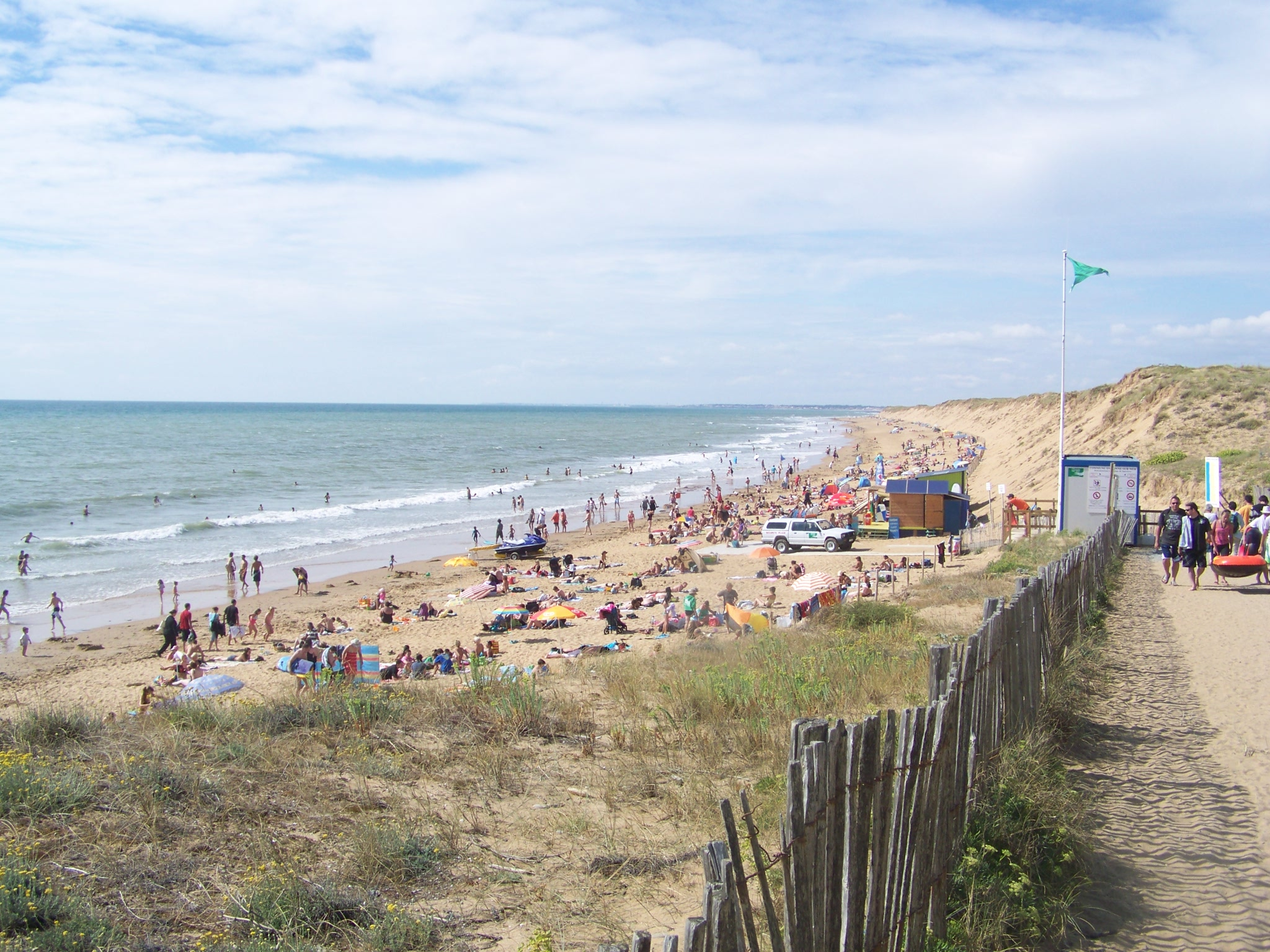
La plage de Sauveterre.

La commune offre une variété de paysages. Elle dispose d'un important espace maritime comportant des plages de sable fin, de rochers et de dunes en bordure de l'océan Atlantique. Une majeure partie de la Forêt domaniale d'Olonne est située sur la commune. Cette forêt plantée au XIXe siècle d'une taille de plus de 1 000 hectares) est formée de pins maritimes, de chênes verts ou encore de robiniers. Les marais d'Olonne anciennement exploités pour leur sel sont aussi présent sur le territoire communal. Il existe enfin des paysages de bocage et quelques vignes sur le terroir agricole subsistant dans l'intérieur de la commune.

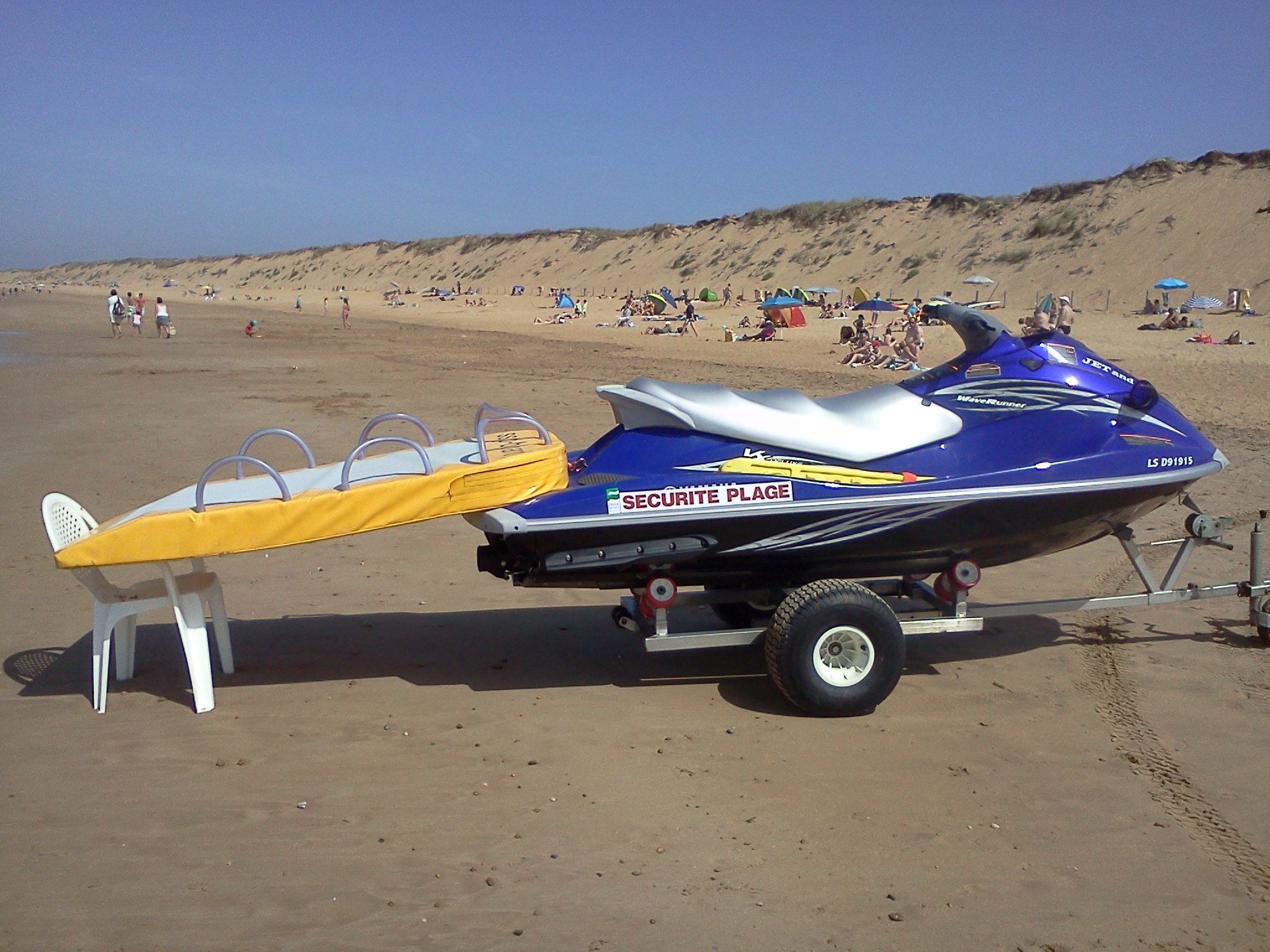
Bateau de sauvetage sur la plage de Sauveterre.

### Villages
Le territoire de la commune d’Olonne compte un nombre important d'anciens villages qui conservent quelques habitations typiques. Ces villages sont progressivement incorporés à l’agglomération des Olonnes. Parmi ceux-ci on peut signaler :
- Les Granges situé au nord de la commune entre la forêt d’Olonne et le chenal du Havre de la Gachère qui matérialise la séparation avec la commune de Brem-sur-Mer ;
- L'Allerie situé à la lisière de la forêt d'Olonne, près de marécages appelés les Bourbes ;
- Champclou situé à proximité de la forêt, en bordure des marais d'Olonne ;
- La Bauduère encadré par les marais et localisé non loin du village de Champclou ;
- La Girvière situé au sud-ouest de la commune, à proximité du chenal prolongeant le port des Sables-d'Olonne ;
- La Roulière, ancien port d'Olonne avant son envasement et l'émergence du port sablais, localisé sur le chenal au sud-ouest de la commune.

### Voies de communication et transports

#### Accès routiers
L'accès à la commune d'Olonne-sur-Mer s’effectue via la D 38 ou la D 80 en provenance de Saint-Gilles-Croix-de-Vie, la D 32 depuis Challans et la D 160 depuis La Roche-sur-Yon.
La réalisation du contournement d'Olonne-sur-Mer, envisagé de longue date, a été achevée en 2014. Le tronçon de quatre kilomètres, inauguré le 5 avril 2014, permet d'éviter de traverser le centre-ville, délestant ainsi l'axe existant d'une partie importante de son trafic de passage.
Cette section, en 2x1 voies, poursuit le contournement, en 2x2 voies, déjà existant au niveau du Château d'Olonne pour parachever le contournement de l'ensemble du pays des Olonnes.
Il s'inscrit dans la sécurisation et la mise en 2x2 voies progressive de la Route bleue Les Sables d'Olonne / Challans. Ces travaux doivent se poursuivre au niveau des communes de L'Ile d'Olonne et de Vairé.

#### Transports en commun

##### Desserte ferroviaire
La gare d'Olonne-sur-Mer, halte de la Société nationale des chemins de fer français (SNCF), est desservie par des trains TER Pays de la Loire de la ligne 08 circulant entre Nantes et Les Sables-d'Olonne, via La Roche-sur-Yon.

##### Réseau de bus intercommunal
La commune d'Olonne-sur-Mer est desservie par quatre lignes d'Oléane, le réseau de transport en commun de la Communauté de communes des Olonnes (celui-ci ayant pris en 2013 le relai du TUSCO, ex-Transports Urbains des Sables-d’Olonne, du Château-d’Olonne et d’Olonne-sur-Mer) :
- Ligne 1 reliant le centre-ville d'Olonne-sur-Mer (depuis la salle communale du Havre d'Olonne) à celui des Sables d'Olonne ;
- Ligne 4 reliant le pôle santé des Olonnes à la sous-préfecture des Sables-d'Olonne, dans le quartier de la Chaume, via les zones d'activités des Fruchardières et Actilonne ;
- Ligne 5 reliant le centre-ville du Château-d'Olonne à celui des Sables-d'Olonne, via le pôle santé des Olonnes, le lycée Sainte-Marie-du-Port et la salle communale Olonnespace  ;
- Ligne 7 reliant le complexe sportif du centre-ville d'Olonne-sur-Mer (stade Marcel Guilbaud et parc des sports Léo Lagrange) au lac de Tanchet, à la limite des Sables et du Château d'Olonne, via le stade Pierre Escalier, le lycée Eric Tabarly et le pôle santé des Olonnes.

Le réseau de transport intercommunal dessert par ailleurs la commune avec trois lignes réservées aux scolaires ou au transport à la demande :
- Ligne 8 reliant le centre-ville d'Olonne-sur-Mer à celui des Sables-d'Olonne, via plusieurs anciens villages (La Bauduère, La Roulière...), les zones d'activités Actilonne et des Fruchardières, les infrastructures sportives des Chirons, le lycée Sainte-Marie-du-Port et la salle communale Olonnespace ;
- Ligne 9 entre le Château-d'Olonne et les Sables-d'Olonne passant par le lycée Sainte-Marie-du-Port et les infrastructures sportives des Chirons ;
- Ligne 10 venant des Sables-d'Olonne et passant par le stade Pierre Escalier, les lycées Eric Tabarly et Sainte-Marie-du-Port et par les infrastructures sportives des Chirons.

#### Transports doux
La commune s’est dotée sous les mandats de Jean-Yves Grelaud d’un important réseau de pistes cyclables, s’inscrivant pour partie dans le réseau départemental. Celles-ci s’inscrivent dans une volonté de mise en valeur des atouts naturels de la commune (marais, forêt, plages) mais aussi des terres de l’intérieur (circuit des fermes).

## Toponymie
L'origine toponymique d'Olonne a donné lieu à de nombreuses hypothèses sans qu'un véritable consensus soit trouvé.
La paternité du nom primitif de la commune, Olona, peut être accordée aux Celtes dont la présence est attestée plusieurs siècles avant l'arrivée des Romains.
La signification la plus communément admise, « hauteur au-dessus de l’eau », est contestée car reposant sur des incertitudes tant sur le plan historique que linguistique. Le linguiste autodidacte Xavier Delamarre, spécialiste de la linguistique celte, propose deux significations qui font d'Olonne un hydronyme, lié à un territoire marqué par la présence d'une rivière. Ces propositions, assez proches l'une de l'autre, sont les suivantes ; celle d'une rivière qui fait un coude, ce qui correspond à la disposition du site (interprétation issue du nom celtique olina qui signifie "coude") ou celle d'une divinité de la rivière (forme linguistique ollo-no composé de ollo (grand) et du suffixe no).
Le nom ancien de la ville, Olonne, a été transformé en Olonne-sur-Mer sous le mandat de Valère Mathé (1912-1945) en 1927.

## Histoire

### Du Néolithique au Moyen Âge
Le site d'Olonne fut peuplé dès le Néolithique comme en témoignent les menhirs jumeaux de Pierre-Levée ou celui de la Conche Verte.
Les Pictons, peuplade celtique (gauloise), s'installèrent en ce lieu, fondant ainsi un village, Olona. L'invasion de la Gaule par les légions de César intégra les territoires pictons au monde romain. Dans le cadre des Guerres des Gaules, les Romains firent fabriquer une flotte pour combattre les Vénètes par les Agenisates Combolectri au Portus Secor. Des érudits ont voulu localiser ce lieu à la Gachère d'Olonne, mais sans pouvoir le prouver. Le territoire des Pictons fut ensuite intégré à la province d'Aquitaine et la Pax Romana permit de développer l'économie locale. En créant des salines, les Romains décuplèrent une production de sel auparavant faible. Ils importèrent également la vigne, autre spécificité locale d'Olonne.
Olonne fut évangélisée au IVe siècle par saint Vivent, disciple de saint Hilaire de Poitiers. Les reliques de l'évangélisateur, évacuées au IXe siècle en Bourgogne pour échapper aux invasions Vikings, ne furent ramenées qu'en 1937. Elles sont aujourd'hui conservées dans l'église Notre-Dame d'Olonne. Au VIe siècle, saint Martin de Vertou poursuivit et acheva l'œuvre de saint Vivent.
La nécropole du Haut Moyen Âge a été localisée à l'ouest de l'église, de part et d'autre de la rue de la Paix .

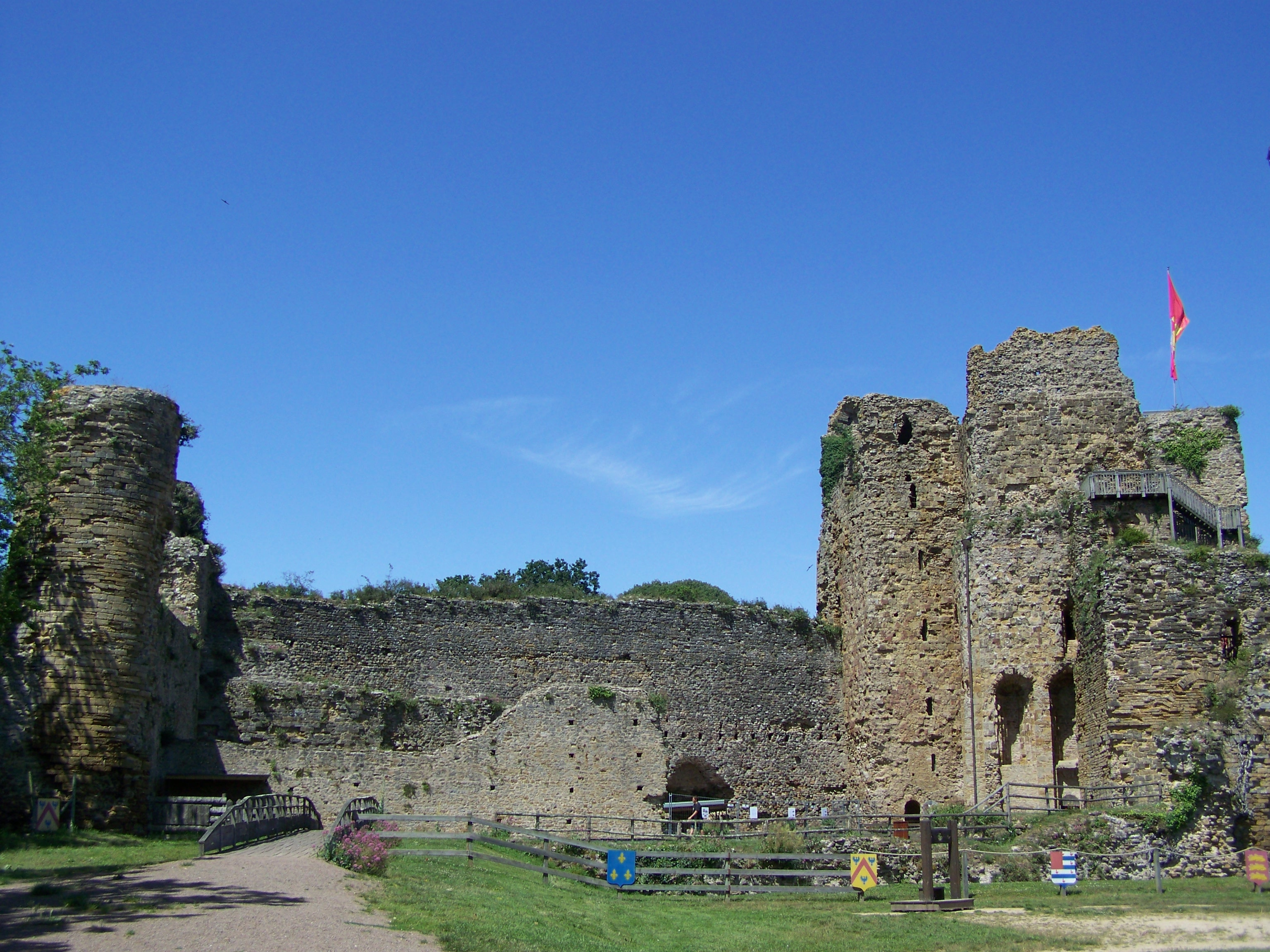
Château de Talmont Saint Hilaire.

Les invasions scandinaves ravagèrent la côte et Olonne, notamment en 817, 831 et 846. La situation s'améliora vers 850 après des victoires sur les Vikings. Cependant ce n'est qu'en 1020, avec la création d'un château à Talmont par Guillaume de Poitiers, dit le Grand, duc d'Aquitaine, que la terre d'Olonne fut réellement sécurisée. Une immigration plus ou moins provoquée par les seigneurs permit ensuite de repeupler et redynamiser une région anciennement prospère, mais alors abandonnée aux landes et aux forêts.

### Du Moyen Âge à la Révolution
Au début du XIe siècle, Guillaume le Chauve, premier prince de Talmont organisa la défense des villages côtiers, dont Olonne, pour protéger et structurer la région. Des défenses furent mises en place pour protéger le bourg, avec le manoir de la Jarrie, ou les villages, comme celui de la Bauduère. La seigneurie d'Olonne était à l'époque l'un des plus grands fiefs du Bas-Poitou, son seigneur, vassal direct du prince de Talmont, ayant entre vingt et trente fiefs sous sa dépendance. Il disposait outre son château-fort aujourd'hui disparu sur le territoire de l'actuelle commune du Château-d'Olonne, d'une maison forte à Olonne.
Le bourg d'Olonne va se développer à partir de cette époque autour de son église et de son cimetière. Les moines vont donc jouer un rôle important dans le développement et la mise en valeur de la commune. En 1042 Guillaume le Chauve offrit au prieuré de Sainte-Croix de Talmont "l'église Sainte Marie d'Olonne, le bourg, et un four, qui y sont situés, avec la dîme des agneaux, porcs, lin, laine, vin.". Cette donation fut à l'origine d'une querelle, sur les biens et droits liés, entre le prieuré de Talmont et l'abbaye de la Trinité de Vendôme pendant plus d'un siècle et demi. D'autres abbayes essayèrent d'obtenir leur part des richesses d'Olonne telles que celles d'Orbestier (située sur l'actuelle commune du Château-d'Olonne) ou celle de Boisgrolland (située sur l'actuelle commune du Poiroux). Cependant l'abbaye Sainte-Croix de Talmont, protégée par les princes de Talmont et notamment par la famille de Mauléon, sortit vainqueur de ces rivalités.
Les moines développèrent la vigne, indispensable pour la production de vins utilisés lors des cérémonies religieuses. Ils favorisèrent également l'exploitation du sel. Ce faisant il développèrent le commerce, notamment avec l'Europe du Nord, en profitant d'un havre habité au sud d'Olonne, près du village de la Roulière, et de privilèges accordés par leurs protecteurs princiers. Ainsi en 1182 Richard Cœur de Lion, alors duc d'Aquitaine et prince de Talmont, leur accorda "deux navires marchands dans le port d'Olonne qui puissent naviguer et circuler librement dans tous les ports et importer tous les objets nécessaires". Au XIIIe siècle, Savary Ier de Mauléon fit quant à lui don de ses droits d'ancrage aux moines.
La paroisse d'Olonne dépendait du doyenné de Talmont et depuis 1317 et la partition du diocèse de Poitiers par une Bulle du pape Jean XXII, de l'évêché de Luçon. Un couvent de Cordeliers fut créé en 1428 par le seigneur des villages de la Bauduère et de la Claye. L'église Sainte-Marie d'Olonne, dont la haute tour carrée alors située au-dessus du chœur servait d'amer, fut rebaptisée Notre-Dame durant la Guerre de Cent Ans. Celle-ci ravagea le Bas-Poitou et donc la terre d'Olonne avec son cortège de destructions, famines et épidémies, notamment la peste noire en 1348. Au début du XVe siècle, la paroisse est exsangue. Pour preuve le receveur des tailles repart de la paroisse les mains vides, faute de contribuables.
La seigneurie d'Olonne passa dans l'escarcelle de plusieurs dynastie. Elle fut concédée par Aliénor d'Aquitaine à la famille de Mauléon tout à la fin du XIIe siècle. Cette famille s'éteint dans celle des Thouars à la fin du XIIIe siècle, qui elle-même transmit la vicomté d'Olonne à la maison d'Amboise en 1370. Au XVe siècle, Charles VII confisqua les biens du seigneur Louis d'Amboise pour lèse-majesté (il avait participé à l'enlèvement du favori du roi Georges de la Trémoille) avant de les lui restituer. Louis XI quant à lui, déposséda la famille d'Amboise de ses biens et offrit ainsi en 1472 la principauté de Talmont et la baronnie d'Olonne à son chambellan, Philippe de Commynes. Après la mort du roi et la disgrâce de Commines, ces biens furent restitués à leurs nouveaux héritiers légitimes, la famille de La Trémoille. En 1600, Olonne fut érigée en comté. Après une union en 1696, Olonne entra dans le giron de la famille de Montmorency Luxembourg qui conserva la comté jusqu'à la Révolution.
La Renaissance vit apparaître le Protestantisme et en réaction la Contre-Réforme. Le couvent des Cordeliers d'Olonne attira dans ce cadre des prédicateurs catholiques comme Jean Porthaire. François Rabelais, secrétaire de l'évêque de Maillezais fit de nombreuses tournées parmi les communautés religieuses du Bas-Poitou notamment à Olonne, où il est probable qu'il séjourna. Les guerres de Religion virent des destructions à Olonne, située aux portes du bastion protestant de la Chaume. En 1562, le couvent des Cordeliers fut incendié par un noble protestant ; l'église d'Olonne, très endommagée, est brulée en 1570 par les troupes huguenotes de La Noue Bras-de-fer qui attaquent le port des Sables ; enfin en 1622 Olonne sert de base à l'armée protestante de Soubise qui assiègent les Sables, subissant ainsi les dommages liés à cette présence. Richelieu, évêque de Luçon, détacha en 1622 les Sables de la paroisse d'Olonne. Les Cordeliers quant à eux reconstruisirent leur ancien couvent, détruit lors des hostilités, à Olonne grâce au financement du seigneur de la Bauduère.

### La Révolution et lesGuerres de Vendée
Du fait de l'importance des possessions ecclésiastiques sur la commune, les biens nationaux olonnais étaient principalement des biens d’origine religieuse, cinquante-deux lots étant en effet de première origine et trente-sept de seconde origine (biens des émigrés). La vente de ces biens s’opéra essentiellement au profit de la bourgeoisie sablaise et de responsables locaux (chef de bureau ou administrateur du district des Sables, juges de paix…), bien que quelques laboureurs olonnais profitèrent également des ventes.
La grande insurrection de 1793 éclata à la suite de la décision de la Convention d’une levée en masse de 300 000 hommes, étincelle d'un mécontentement plus profond. En mars 1793, une armée constituée par le soulèvement des paroisses de l’intérieur se porta sur le port des Sables. Les 26 et 29 mars 1793, les troupes du général Blanc Joly se lancèrent à deux reprises à l’assaut de la ville des Sables mais elles furent repoussées par ses défenseurs. Si un certain nombre d’Olonnais, réfugiés notamment dans les dunes ou à la Chaume, se sont illustrés dans la défense de la ville voisine en  "se montr(ant) partout où il y avait du danger",  "beaucoup  (d’autres) ont suivi l’armée" insurgée. Après l’offensive ratée menée sur les Sables, les troupes républicaines s’établirent au château de Pierre-Levée et durant l'année 1794 des habitants des alentours furent réquisitionnés pour réaliser des  "retranchements en le nord et l'est du camp de Pierre-Levée et du bourg d’Olonne" . La commune d’Olonne, poste avancé de la défense sablaise, organisa à la demande des autorités locales un système de patrouille et de surveillance pour protéger le bourg et les villages environnants.
Les premiers revers républicains avaient chassé vers les Sables et ses environs de nombreux habitants des bourgs de l'intérieur du département. À cet afflux de personnes s'ajoutèrent, malgré les efforts des autorités, des difficultés pour subvenir aux besoins alimentaires du secteur assiégé des Sables. Ainsi à cause du manque de denrées, le prix du pain avait doublé entre 1790 et fin 1794, et celui de la viande ordinaire avait augmenté jusqu'à 400 %. Cette population déjà en difficulté avant les hostilités (1/5e de la population olonnaise était impotente en 1790), fragilisée par les difficultés rencontrées pour s'approvisionner, fut frappée par des épidémies propagées par les troupes stationnées sur la commune, notamment par la dysenterie. La mortalité fut multipliée par trois en 1793 et 1794 par rapport aux moyennes des années précédentes, avec un pic entre octobre et décembre 1793.

### DuXIXesiècleà nos jours
En 1816, malgré les pertes engendrées par les guerres de Vendée puis celles de l'Empire, la population olonnaise s'était accrue par rapport à la situation pré-révolutionnaire. Le travail de la terre occupait directement près de 80 % des habitants et 4,5 % indirectement (principalement des meuniers). Quelques artisans (tailleurs, cordonniers, maçons ou charpentiers) travaillaient également sur la commune.
Au début du XXe siècle, avec l'arrivée du train et la modernisation du port des Sables d'Olonne, les structures commencèrent à se moderniser. Ainsi une minoterie fut construite près du bourg en 1906 (où le bâtiment se dresse toujours) engendrant logiquement un déclin puis une disparition progressive des moulins de la commune (quelques-uns subsistent de nos jours).
À la fin du XIXe et au début du XXe siècle, la commune s'ouvrit progressivement à la modernité. Le 30 décembre 1866, la voie de chemin de fer Nantes - Les Sables d'Olonne fut inaugurée, ouvrant plus largement le pays sablais au tourisme. La mairie et le bureau de poste (établi en 1874) furent raccordés au téléphone en 1913. L'électrification du bourg fut entamée dans les années 1910. Le territoire communal ne fut cependant électrifié dans son ensemble qu'au début des années 1950. L'éclairage du bourg fut organisé en 1922.
Les difficultés de l'entre-deux-guerres ayant succédé à « l'âge d'or » de la Belle Époque pour l'importante population rurale olonnaise, plusieurs aménagements furent réalisés pour permettre à la commune d’amorcer un virage vers le tourisme balnéaire. Un chemin fut ainsi construit en 1926 à travers la forêt d’Olonne pour atteindre la plage de Sauveterre. En 1963, un chemin similaire fut aménagé pour relier la route traversant la forêt à la plage des Granges. Une délibération du 2 avril 1927 "considérant que la commune d'Olonne est baignée par la mer sur une longueur d’au moins douze kilomètres, que le chemin en construction de Sauveterre à la mer (allait) permettre non seulement aux piétons mais aussi aux véhicules de toutes sortes de se rendre jusque sur le bord de la mer, (demanda) à l’administration compétente de vouloir bien autoriser la commune à porter le nom de Olonne-sur-mer."
Des mesures sociales furent instaurées dès le début des années 1930. Les premiers logements sociaux olonnais furent mis en place en application de la loi Loucheur (1928) dès 1931. Un « fonds municipal de chômage » fut de plus institué en février 1938 pour faire face à la crise économique.

### Fusion de communes aux Olonnes
L'étalement urbain aidant, les trois communes du pays des Olonnes forment aujourd'hui un continuum urbain de plus de 40 000 habitants. Ce phénomène, favorisé par l'arrivée massive de nouveaux habitants extérieurs à la région, a fait perdre de la vigueur aux différences qui existaient entre les différentes communes. La structure intercommunale actuelle, jugée par certains insuffisante, est critiquée bien qu’elle dispose du second budget public de Vendée (après la mairie de la Roche-sur-Yon) et qu’elle se soit vu attribuer un grand nombre de compétences. La question d’une fusion des trois communes (qui entrainerait la disparition de la Communauté de communes des Olonnes) se trouve de plus en plus posée. Ainsi des listes fusionnistes se sont présentées aux élections municipales de 2008 au Château d’Olonne et à Olonne-sur-mer.
En 2008, une étude a été commandée par la communauté de communes au cabinet de conseil KPMG. Ses conclusions, présentées en 2009, privilégiaient la fusion des trois communes à une transformation de la structure intercommunale en communauté d’agglomération ou à son élargissement aux autres communes du canton.
Les maires des Sables d'Olonne et d'Olonne-sur-mer ont organisé le 29 novembre 2009 une consultation par référendum de leur population sur la principe d'une telle fusion.
Le projet a été largement rejeté par la population olonnaise (65,21 % de vote contre). Yannick Moreau, maire d'Olonne-sur-mer, a indiqué qu'il tiendrait compte du résultat : "le message est clair, le dossier d'une éventuelle fusion est classé" .
Cette question reste au centre des débats des élections municipales de mars 2014.
Une motion favorable à la fusion est votée par les conseils municipaux d'Olonne sur mer, du Château d'Olonne et des Sables d'Olonnes le 13 octobre 2014.
Une délibération établissant une méthode et un calendrier est adoptée le 11 juin 2015 par les conseils municipaux d'Olonne sur mer et des Sables d'Olonne.
La création d'une commune nouvelle regroupant Olonne-sur-Mer, Château-d'Olonne et Les Sables-d'Olonne a eu lieu le 1er janvier 2019.

### Démographie
La commune d'Olonne-sur-mer a démographiquement beaucoup souffert des guerres de Vendée (recensement de 1800) et de la Première Guerre mondiale (recensement de 1921). Sa population qui en dehors de ces périodes difficiles d'après guerre, a augmenté assez lentement et régulièrement du XIXe siècle aux années 1960, a connu une forte croissance depuis cette période. La population a en effet plus que triplé entre 1962 et 2006, et continue à croitre depuis.

#### Évolution démographique
L'évolution du nombre d'habitants est connue à travers les recensements de la population effectués dans la commune depuis 1793. Pour les communes de plus de 10 000 habitants les recensements ont lieu chaque année à la suite d'une enquête par sondage auprès d'un échantillon d'adresses représentant 8 % de leurs logements, contrairement aux autres communes qui ont un recensement réel tous les cinq ans,.

En 2016, la commune comptait 14 956 habitants, en évolution de +9,83 % par rapport à 2010 (Vendée : +5,33 %, France hors Mayotte : +2,11 %).
| 1793  | 1800  | 1806  | 1821  | 1831  | 1836  | 1841  | 1846  | 1851  |
| ----- | ----- | ----- | ----- | ----- | ----- | ----- | ----- | ----- |
| 1 680 | 1 229 | 1 804 | 1 780 | 1 902 | 1 885 | 1 993 | 2 118 | 2 130 |

| 1856  | 1861  | 1866  | 1872  | 1876  | 1881  | 1886  | 1891  | 1896  |
| ----- | ----- | ----- | ----- | ----- | ----- | ----- | ----- | ----- |
| 2 086 | 2 000 | 2 088 | 2 270 | 2 435 | 2 629 | 2 665 | 2 854 | 2 929 |

| 1901  | 1906  | 1911  | 1921  | 1926  | 1931  | 1936  | 1946  | 1954  |
| ----- | ----- | ----- | ----- | ----- | ----- | ----- | ----- | ----- |
| 3 093 | 3 179 | 3 307 | 2 920 | 3 005 | 2 952 | 2 881 | 2 985 | 3 331 |

| 1962  | 1968  | 1975  | 1982  | 1990  | 1999   | 2006   | 2011   | 2016   |
| ----- | ----- | ----- | ----- | ----- | ------ | ------ | ------ | ------ |
| 3 877 | 4 354 | 5 954 | 7 500 | 8 546 | 10 060 | 12 352 | 13 840 | 14 956 |

#### Pyramide des âges
La population de la commune est relativement âgée. Le taux de personnes d'un âge supérieur à 60 ans (28 %) est en effet supérieur au taux national (21,6 %) et au taux départemental (25,1 %).
À l'instar des répartitions nationale et départementale, la population féminine de la commune est supérieure à la population masculine. Le taux (52,4 %) est du même ordre de grandeur que le taux national (51,6 %).
La répartition de la population de la commune par tranches d'âge est, en 2007, la suivante :
- 47,6 % d’hommes (0 à 14 ans = 16,5 %, 15 à 29 ans = 15 %, 30 à 44 ans = 17,8 %, 45 à 59 ans = 22,5 %, plus de 60 ans = 28,2 %) ;
- 52,4 % de femmes (0 à 14 ans = 17,5 %, 15 à 29 ans = 12,7 %, 30 à 44 ans = 19,4 %, 45 à 59 ans = 22,6 %, plus de 60 ans = 27,9 %).

| Hommes | Classe d’âge | Femmes |
| ------ | ------------ | ------ |
| 0,1    | 90 ans ou +  | 1,0    |
| 8,2    | 75 à 89 ans  | 8,3    |
| 19,9   | 60 à 74 ans  | 18,6   |
| 22,5   | 45 à 59 ans  | 22,6   |
| 17,8   | 30 à 44 ans  | 19,4   |
| 15,0   | 15 à 29 ans  | 12,7   |
| 16,5   | 0 à 14 ans   | 17,5   |

| Hommes | Classe d’âge | Femmes |
| ------ | ------------ | ------ |
| 0,4    | 90 ans ou +  | 1,2    |
| 7,3    | 75 à 89 ans  | 10,6   |
| 14,9   | 60 à 74 ans  | 15,7   |
| 20,9   | 45 à 59 ans  | 20,2   |
| 20,4   | 30 à 44 ans  | 19,3   |
| 17,3   | 15 à 29 ans  | 15,5   |
| 18,9   | 0 à 14 ans   | 17,4   |

### Enseignement

#### Écoles maternelles et primaires
La commune d'Olonne-sur-Mer compte trois écoles publiques : une école maternelle (Pierre Mendès France), une école primaire (Marcel Baussais) et une école à la fois maternelle et primaire (René-Guy Cadou).
La commune compte deux écoles privées qui sont à la fois école maternelles et primaires : Saint-Joseph et Notre-Dame-des-Flots.

#### I.M.E., collège et lycées
Olonne-sur-Mer possède un institut médico-éducatif (I.M.E), dispositif éducatif adapté, destiné aux jeunes déficients intellectuels âgés de 5 à 20 ans.
La commune dispose également d'un collège public (Paul Langevin).
Trois lycées sont enfin localisés sur Olonne-sur-Mer : deux lycées publics d’enseignement professionnel (Valère Mathé et Eric Tabarly) et un lycée privé d’enseignement général et technologique (Sainte-Marie-du-Port).

### Santé
Le Foyer logement Les Cordeliers, établissement d'hébergement pour personnes âgées dépendantes (EHPAD), peut accueillir plus de quatre-vingt-dix résidents. Cet établissement non-médicalisé est situé dans le centre de la commune, près du bourg.
Le pôle Santé des Olonnes est localisé sur le site de la Vannerie en bordure de la quatre voies La Roche-sur-Yon / Les Sables d’Olonne. Il regroupe sur un site unique la clinique Porte Océane (installée depuis janvier 2010) et le Centre hospitalier Côte de Lumière (installé depuis novembre 2011).

### Sports

#### Associations sportives
La commune d'Olonne-sur-Mer compte de nombreuses associations sportives. Les principaux clubs de sport collectif évoluant sur la commune sont :
- Le Stade Olonnais[30], club de football de Promotion d’Honneur né en 1967 de la fusion des deux clubs d’alors, l’Espérance d’Olonne et l’Association Sportive Olonnaise. Le club évolue au stade Marcel Guilbaud. Ses couleurs sont le rouge et le blanc.
- Le Pays des Olonnes Basket[31], club de basket né en 2007 de la fusion des clubs sablais (Sables Basket Club), castel-olonnais (Entente Sportive du Château d’Olonne) et olonnais (Basket Club Olonnais). Son équipe une masculine évolue en Nationale 3, dans la salle Bauséjour (Les Sables d’Olonne), et son équipe féminine une en Régionale 2, dans la salle Léo Lagrange (Olonne-sur-mer). Les couleurs du club sont le bleu et le blanc.
- Le Rugby Club Sablais[32], club de rugby du Pays des Olonnes, né en 1945. L’équipe une évolue en Fédérale 3. Deux terrains sont affectés au club : le stade de la Rudelière aux Sables d’Olonne et le stade Pierre Escalier à Olonne-sur-mer. Les couleurs du club sont le bleu et le blanc.

D'autres associations sportives olonnaises existent :
- Le Pays des Olonnes Cyclisme Côte de Lumière (POCCL) ;
- Le Judo club olonnais[33] qui évolue dans la salle omnisports Léo Lagrange ;
- Les Dauphins du Pays des Olonnes[34] qui évoluent à la piscine des Chirons (Olonne-sur-mer) ;
- L’Amicale laïque olonnaise, section tennis dont les courts sont situés au parc des sports Léo Lagrange.

#### Infrastructures sportives
- Le stade Marcel Guilbaud et ses terrains d’entrainements. Le terrain d’honneur a une pelouse synthétique.
- Le parc des sports Léo Lagrange composé des salles omnisports (basket, hand, judo…) et des courts de tennis en plein air ou couvert.
- Le stade Pierre Escalier.
- Les infrastructures sportives des Chirons : piscine, salle de sport (tir à l’arc) et terrains d’entrainements.

## Politique et administration
Le 1er janvier 2019, elle constituera une commune nouvelle avec Château-d'Olonne et Les Sables-d'Olonne.
Les personnalités exerçant une fonction élective dont le mandat est en cours et en lien direct avec le territoire d'Olonne-sur-Mer sont les suivantes :
| Élection               | Territoire                             | Titre                          | Nom                                | Tendance politique | - | Début de mandat | Fin de mandat |
| ---------------------- | -------------------------------------- | ------------------------------ | ---------------------------------- | ------------------ | - | --------------- | ------------- |
| Municipales (déleguée) | Olonne-sur-Mer                         | Maire délégué d'Olonne-sur-Mer |                                    |                    |   | 2 janvier 2019  | Mars 2020     |
| Municipales            | Les Sables-d'Olonne                    | Maire des Sables-d'Olonne      | Yannick Moreau                     | LR                 |   | 2 janvier 2019  | Mars 2020     |
| Départementales        | Canton des Sables-d'Olonne             | Conseillers départementaux     | Gérard Faugeron et Florence Pineau | LR                 |   | 2015            | 2021          |
| Législatives           | Troisième circonscription de la Vendée | Député                         | Stéphane Buchou                    | LREM               |   | 18 juin 2017    | Juin 2022     |
| Régionales             | Pays de la Loire                       | Président du conseil régional  | Bruno Retailleau                   | LR                 |   | Décembre 2015   | 2021          |
| Présidentielle         | France                                 | Président de la République     | Emmanuel Macron                    | LREM               |   | 14 mai 2017     | Mai 2022      |

### Liste des maires délégués
| Période        | Période        | Identité       | Étiquette | Qualité                                                                                           |
| -------------- | -------------- | -------------- | --------- | ------------------------------------------------------------------------------------------------- |
| 2 janvier 2019 | 4 février 2019 | Yannick Moreau | LR        | Maire des Sables-d’Olonne (depuis 2019) Président des Sables-d’Olonne-Agglomération (depuis 2017) |

Le 4 février 2019, le conseil municipal de la commune nouvelle des Sables-d’Olonne supprime la commune déléguée,.

### Composition de l'actuel conseil municipal
Le conseil municipal actuel, issu des élections municipales de 2014, est composé de 33 membres (dont 12 siègent à la Communauté de communes des Olonnes)  : 
- 28 de la liste Yannick Moreau, à vos côtés, pour construire l'avenir ! (Union de la droite : 67,04 %)
- 3 de la liste Ensemble pour Olonne (Union de la gauche : 19,18 %)
- 2 de la liste L'humain d'abord à Olonne (Front de gauche : 13,78 %)

Depuis le renouvellement de 2014, le conseil est organisé en treize commissions  : 
- Solidarité
- Économie, finances et personnel
- Éducation et formation
- Jumelages
- Urbanisme
- Développement durable, environnement et pistes cyclables
- Famille
- Sécurité, défense et associations patriotiques
- Tourisme, commerçants et artisans, marchés
- Dynamisme associatif et sportif
- Dynamisme culturel
- Travaux et voirie
- Jeunesse

### Canton
Olonne fut le chef-lieu du canton du même nom de 1790 à l'an X de la République, date à laquelle le canton d’Olonne, composé des communes d'Olonne, du Château d'Olonne, de Vairé, de L'Île-d'Olonne et de Sainte-Foy, fut rattaché à celui des Sables, composé à l'époque de cette seule ville (et de La Chaume).
À la suite de la réforme du mode d'élection départemental adoptée en 2013, les limites des cantons ont été modifiées. Le nouveau canton des Sables-d'Olonne ne comptera plus, à compter de 2015, que les communes des Sables d'Olonne, du Château d'Olonne et d'Olonne-sur-mer. Les trois autres communes rejoindront celui de Talmont-Saint-Hilaire.

### Intercommunalité et délégués communautaires
Olonne-sur-Mer est membre de la Communauté de communes de Olonnes, depuis sa création en 1993 (celle-ci avait pris le relais d’un SIVOM créé le 1er décembre 1964). Les autres communes membres sont les Sables d’Olonne et le Château d’Olonne.
Le conseil communautaire compte 12 élus olonnais en son sein :
- 10 délégués de la majorité municipale, issus de la liste Yannick Moreau, à vos côtés, pour construire l'avenir ! ;
- 2 délégués de l'opposition municipale, issus des listes Ensemble pour Olonne (1 délégué) et L'humain d'abord à Olonne (1 délégué).

Au niveau de l'ex-canton des Sables d'Olonne, le Syndicat mixte du canton des Sables d'Olonne, regroupant les communautés de communes des Olonnes et de l'Auzance et de la Vertonne, est chargé du tourisme, de la mise en place du Système d'Information Géographique (SIG) ou l’aménagement de l’espace. Il pilote à ce titre le Schéma de Cohérence Territoriale (SCOT) du territoire.

### Jumelages
La commune d'Olonne-sur-Mer est jumelée avec les villes de :
- Murat (France) : 2 153 habitants (1999) - Département du Cantal ;
- Gourcy (Burkina Faso) : 80 000 habitants (2006), chef-lieu de la province du Zondoma, jumelée depuis 1987, et en particulier avec Niessèga[55].

En tant que membre de la Communauté de communes des Olonnes, elle est jumelée avec :
- Worthing (Angleterre) : 96 964 habitants (2001) - Comté du Sussex de l'Ouest ;
- A Laracha (Espagne) : 11367 habitants (2012) - Galice.

## Économie

### Agriculture et industries
Les exploitations agricoles olonnaises sont essentiellement localisées au nord-est de la commune. L'élevage bovin et les céréales sont les principales activités.
Les entreprises industrielles de la commune sont principalement des PME, localisées pour beaucoup au sud-ouest de la commune dans le parc d’activité Actilone ou dans la zone industrielle des Fruchardières située à proximité. Une grande partie des activités industrielles olonnaises s’inscrivent dans trois axes : bâtiment, agroalimentaire et construction navale.

### Secteur tertiaire

#### Commerce
La commune des Sables d'Olonne n'ayant pas le foncier pour se développer, de nombreux commerces se sont installés en périphérie sur les communes du Château d'Olonne et d'Olonne-sur-Mer. La zone commerciale des Fruchardières compte ainsi parmi ses nombreux commerces le plus grand hypermarché de Vendée.

#### Tourisme

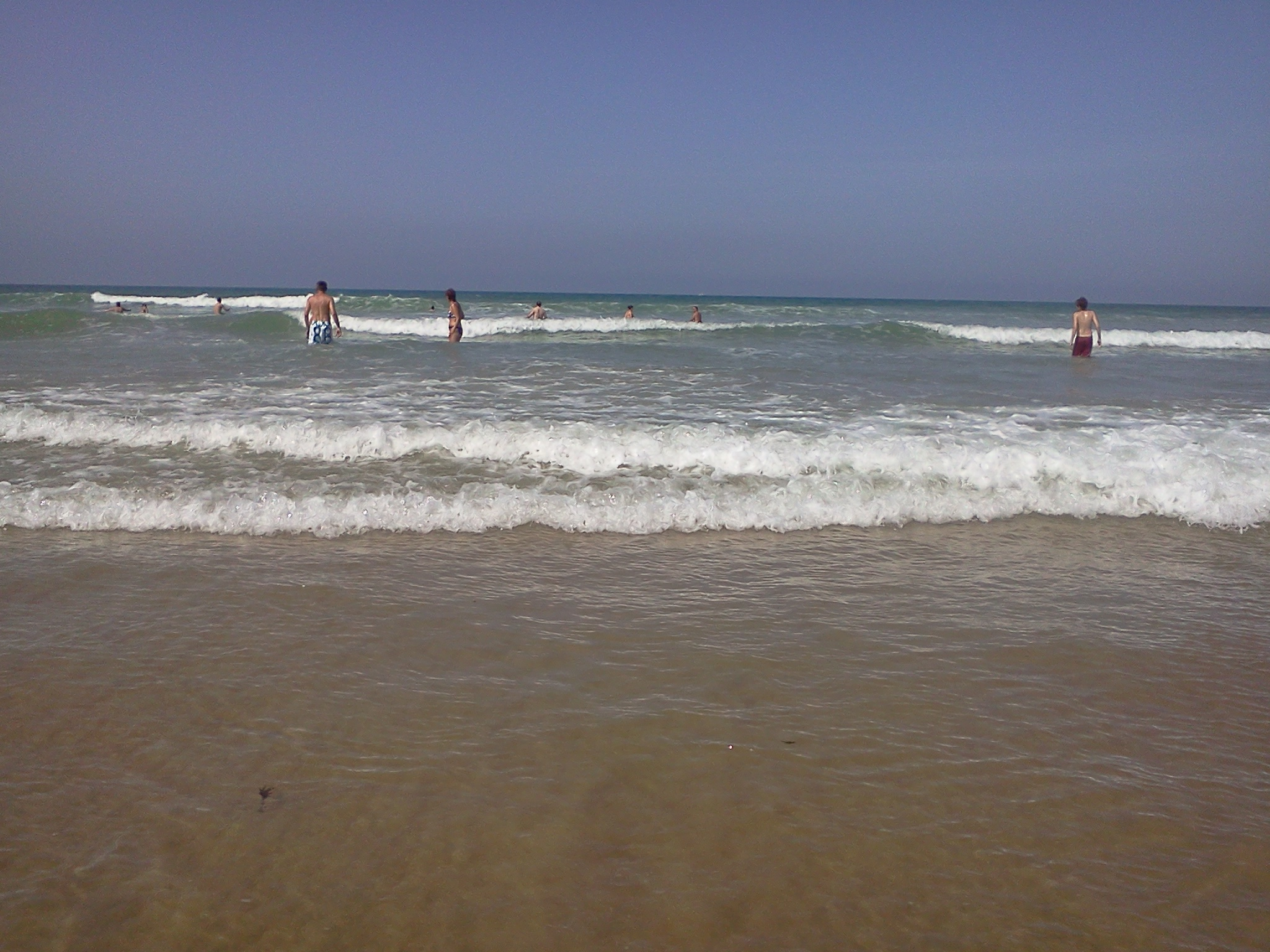
Une plage à Olonne-sur-Mer.

Le secteur touristique a une place de premier ordre dans une Station balnéaire comme Olonne-sur-mer. La commune compte ainsi neuf campings, pour une bonne part localisés à proximité des plages de Sauveterre ou des Granges, pour un total de 2445 emplacements.

## Culture locale et patrimoine

### Lieux et monuments

#### Église Sainte-Marie d'Olonne

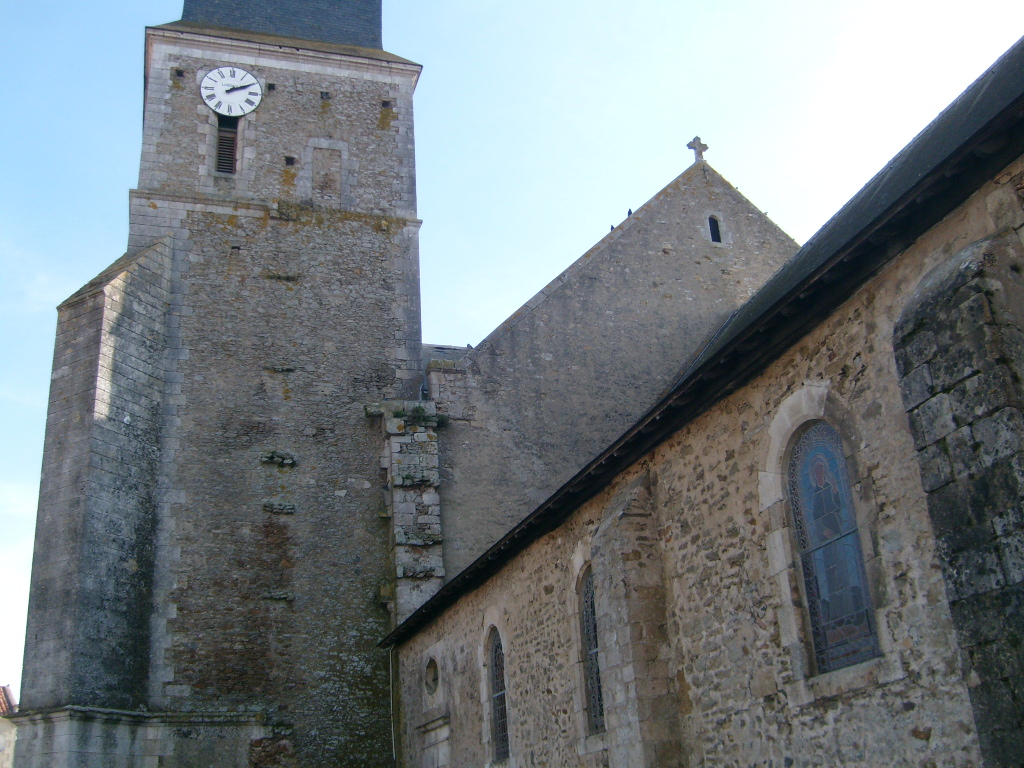
L'église Sainte-Marie et son clocher.

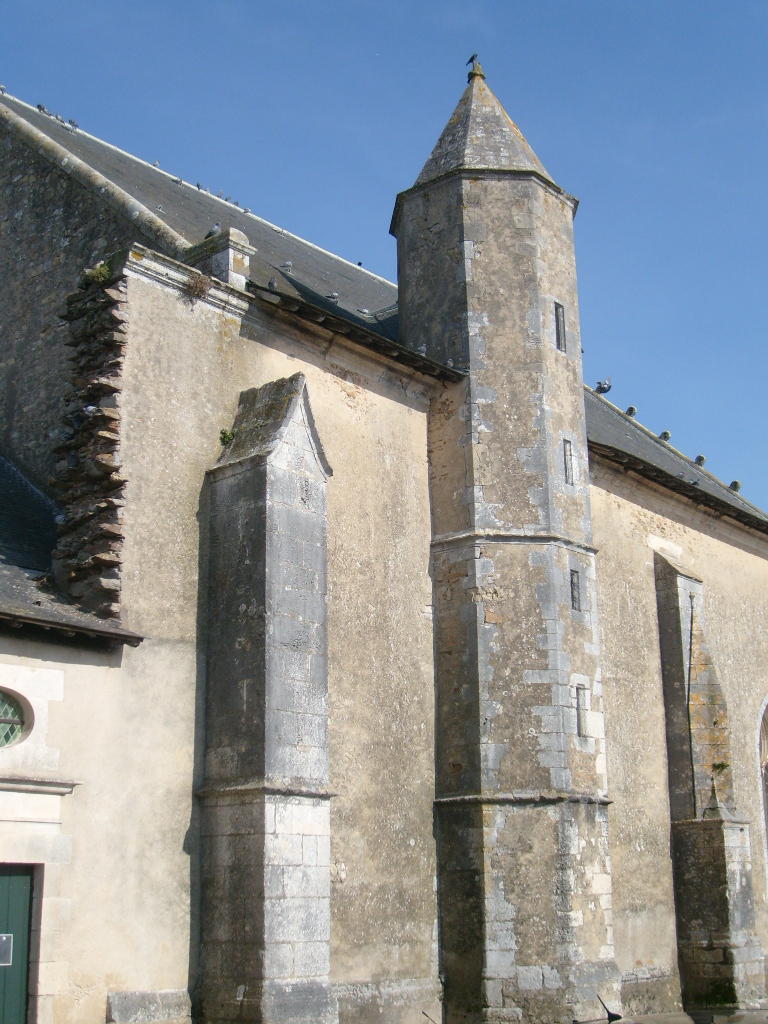
Le mur sud de l'église et la tour des sarments.

Le style basilical du plus vieil édifice du Pays des Olonnes, utilisé par les Carolingiens, laisse supposer que l’église Sainte-Marie d’Olonne existait avant sa première mention en 1042. L'église fut incendiée à deux reprises lors des guerres de Religion et son mobilier fut utilisé comme bois de chauffe par les troupes stationnées au camp de Pierre Levée lors des guerres de Vendée. Marquée par l'épisode révolutionnaire (sa flèche et son toit avaient, selon les mémoires de l'armateur sablais Collinet, brulé en 1797  après avoir été frappés par la foudre), l'église ne retrouva sa toiture qu’en 1805. Elle fit l'objet de campagne de restauration aux XIXe et XXe siècles, et est classée comme monument historique depuis 1908.
L’église dépendait de l'Abbaye de la Trinité de Vendôme.
Elle présente la particularité de posséder une nef romane et un chœur gothique. Sa flèche octogonale culmine à quarante-cinq mètres. L'extrémité ouest du collatéral nord de la nef constitue la partie la plus ancienne de l'édifice (des pierres de taille typiques peuvent être observées sur le mur extérieur nord). En plus de ses voûtes romanes, l'église Sainte-Marie d’Olonne possède des clefs de voûte pendantes ouvragées du XVe siècle et accueille depuis 1937 dans son chœur la châsse de saint Vivent évangélisateur du Pays des Olonnes (les reliques avaient été transférées en Bourgogne au moment des invasions normandes). La grande verrière du chevet date de 1884.

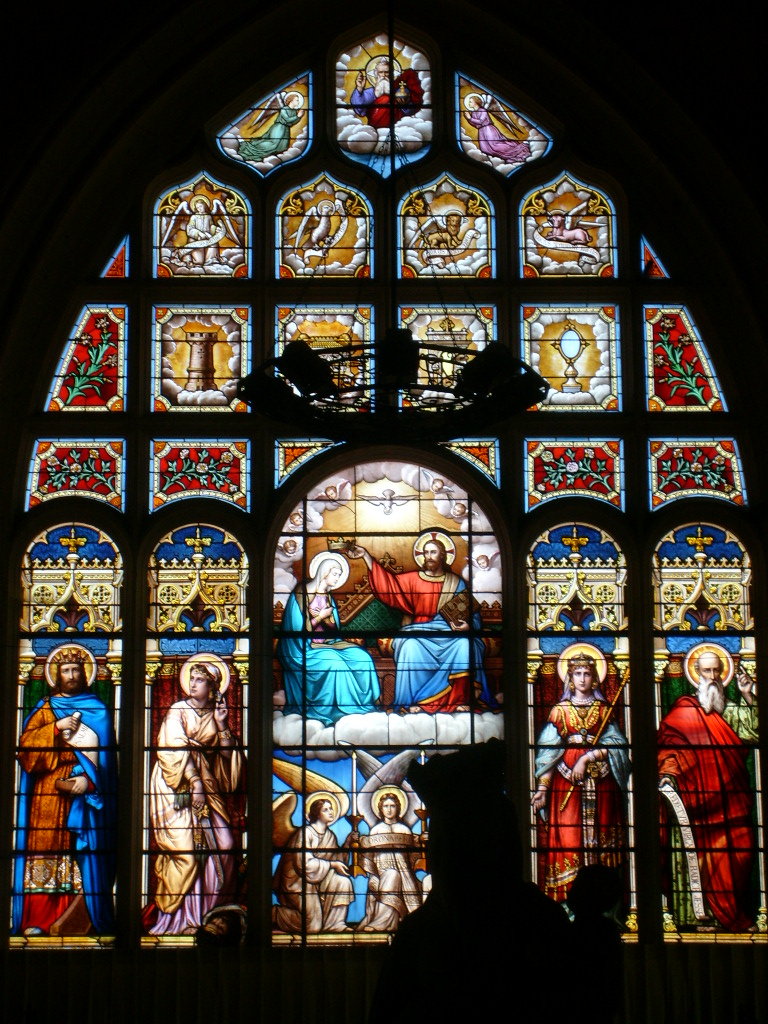
Grande verrière du chevet de l'église.

Des vitraux plus modernes y ont été créés en 2016 par Hervé Loire petit-fils de Gabriel Loire
Le bourg d'Olonne comptait un autre édifice religieux avant la période révolutionnaire, un couvent de l'ordre des Cordeliers. Celui-ci fut incendié lors des guerres de Religion et son clocher fut, comme celui de l'église voisine, détruit par un incendie en 1797. L'édifice fut démantelé et vendu comme bien national sous la Révolution. Il n'en subsiste plus de trace aujourd'hui.

#### Château et manoirs
- Le château de Pierre-Levée (monument historique) fut construit sur le modèle du Petit Trianon de Versailles au XVIIIe siècle par l'architecte parisien Nicolas Ducret pour Luc Pezot, armateur et receveur des tailles de l’élection des Sables. Achevé en 1777, le château fut le siège d'un camp où logèrent une partie des troupes chargées de la défense du port des Sables lors des guerres de Vendée. Plusieurs parties du château (propriété privée) sont classées. L'entrée de la cour d’honneur se fait par une belle grille en fer forgé. Le château dispose de jardins desquels furent enlevées au XIXe siècle les statues de déesses dénudées qui l'ornaient à l’origine.

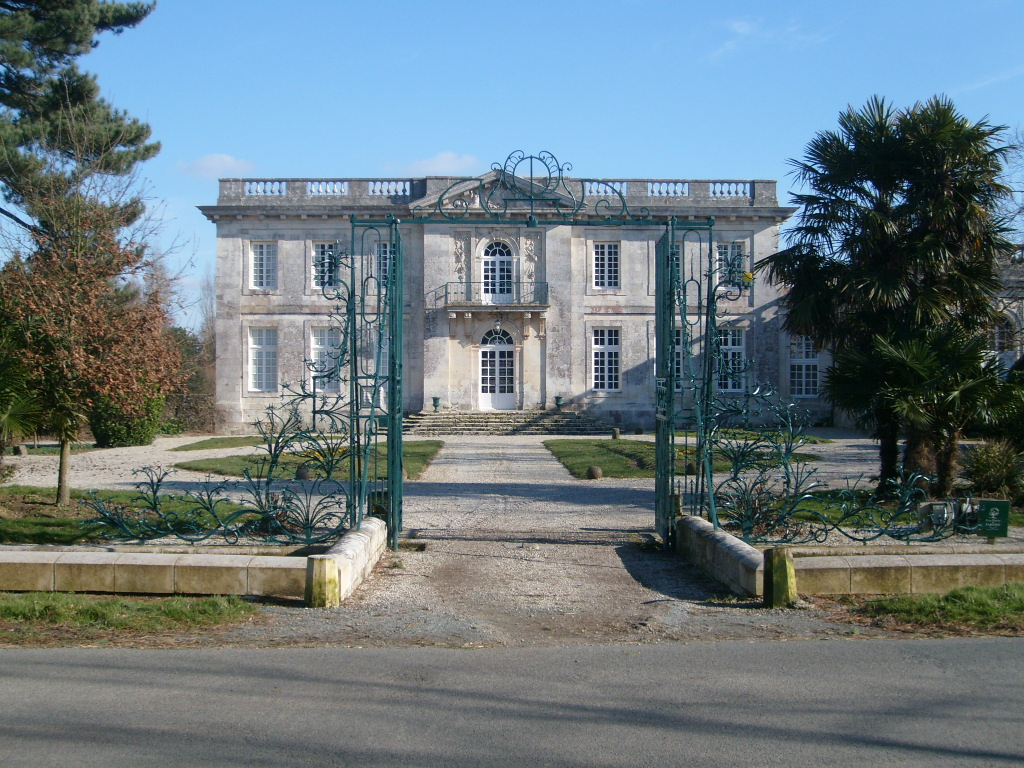
Entrée du château de Pierre-Levée.

Chaque été une scénographie bénévole se tient dans les jardins du château. Elle retrace l'histoire du Pays des Olonnes depuis la Préhistoire.
- Le manoir de la Jarrie (propriété de la commune) est une ancienne maison forte du XIIe siècle située au sud du bourg. Sa tour circulaire aurait été rajoutée au XIVe siècle. Les fossés du manoir ont été comblés pendant la Seconde Guerre mondiale par les troupes allemandes qui avaient installé dans le parc des pièces d’artillerie pour protéger la baie des Sables-d'Olonne (les soldats ont également détruit les archives du manoir à leur départ).

Le bâtiment et ses dépendances des XVIIe et XVIIIe siècles sont actuellement en restauration.

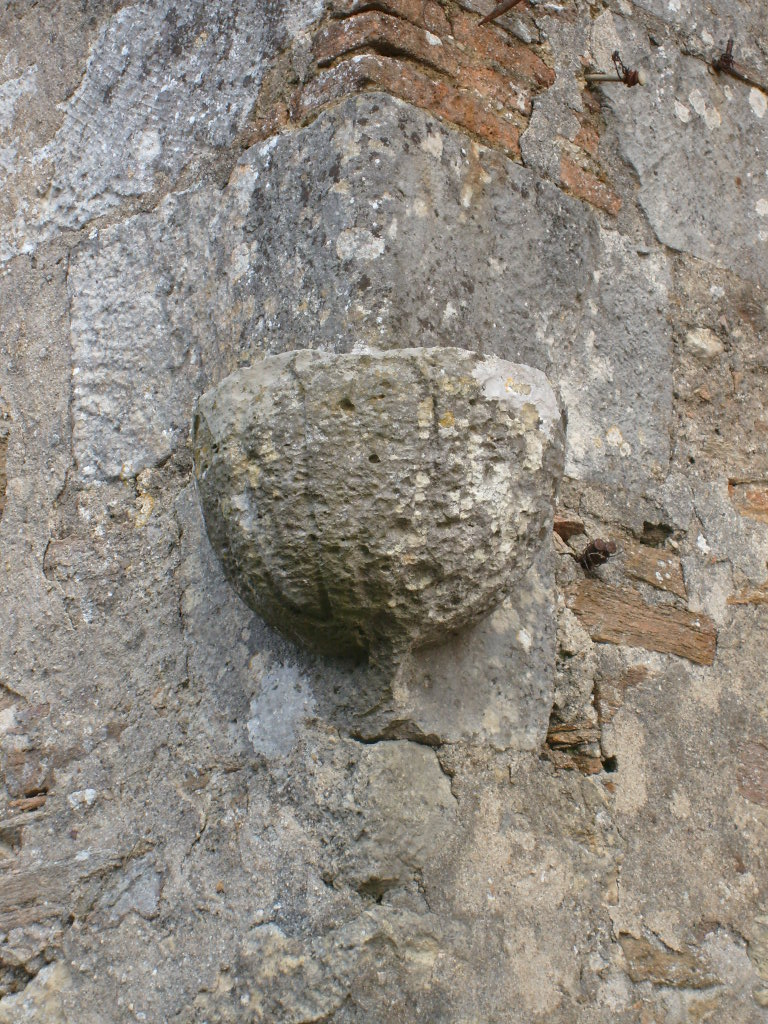
Coquille sculptée.

- Le manoir de la Mortière (propriété de la commune) est une autre maison forte située au nord du bourg. Un départ de voûte subsistant sur sa façade nord fait penser à une ancienne entrée de l’époque médiévale. Le porche et la tour carrée seraient du XVIe siècle. Le manoir fut offert par le roi Louis XIII à Jacques Martin, qui avait été anobli pour lui avoir sauvé la vie lors du siège de la Rochelle (1628) et en être sorti mutilé (il avait eu les deux bras arrachés par un boulet).

Sur l’angle sud-ouest du mur une pierre sculptée en forme de coquille rappelle que le bourg se trouvait sur l’un des chemins de Saint-Jacques-de-Compostelle.
- Une dernière maison forte, La Rocquerie (propriété privée), était située à l’ouest du bourg. Il n’en subsiste qu’une porte du XVIIe siècle et  à l'intérieur d’un puits, l'entrée d'un souterrain refuge de deux mètres de profondeur.

#### Autres monuments

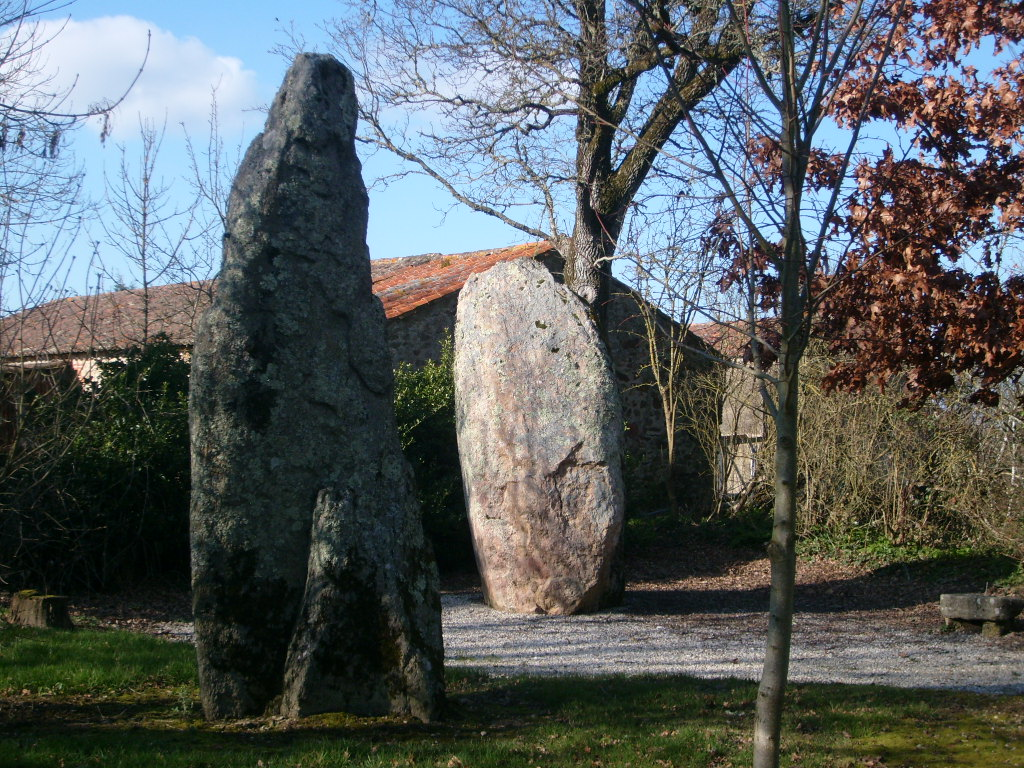
Menhirs jumeaux de Pierre-Levée.

- Des vestiges préhistoriques subsistent sur le territoire de la commune. Les menhirs jumeaux de Pierre-Levée se trouvent près du château auxquels ils ont donné leur nom. Celui dit de la Conche Verte est situé au nord de la forêt d’Olonne et aurait servi de refuge à l’évangélisateur saint Vivent au IVe siècle. Un autre mégalithe, appelé Pierre des Serments, a été déplacé près d’une fontaine au nord du bourg. Sa nature préhistorique est contestée[59].
- À la sortie du bourg (route de Vairé) se dresse le monument aux morts. Celui-ci fut réalisé en 1922 par les frères Jan et Joël Martel. Ce monument est constitué d’une statue, représentant une femme en deuil habillée dans son costume local (appelé la mère Susane en référence au modèle supposé), reposant sur un socle orné de deux bas-reliefs représentant des poilus appuyés sur leurs fusils.
- La maison du Père Tranquille  (propriété privée), située à proximité du bourg, fut utilisée lors du tournage du film homonyme (1946).
- La salle des Œuvres Post-Scolaires inaugurée en 1927 par Édouard Herriot, ministre de l'Instruction Publique et des Beaux Arts de l’époque, possède une intéressante charpente métallique. Elle est actuellement en voie de réhabilitation pour accueillir l’office de tourisme de la commune.
- L’ancienne maison noble de la Gachère (propriété privée) se dresse dans le village du même nom et plusieurs maisons bourgeoises du XIXe siècle (propriétés privées) sont localisées dans le bourg d’Olonne-sur-mer.

#### Musée des traditions populaires
L’association Mémoire des Olonnes gère depuis 1991 dans le bourg d’Olonne-sur-mer le musée des Traditions Populaires. 
Celui-ci retrace la vie dans l'arrière-pays sablais à la fin du XIXe siècle. Les collections de l'association présentent la vie quotidienne, les costumes et coiffes locales, l’artisanat traditionnel et le matériel agricole de cette époque. Le musée reconstitue aussi l’ambiance d’une classe au début du XXe siècle. 
Il accueille également la collection réunie par un Olonnais, Alphonse Guillet, témoignage de la Guerre de 1914-1918.

### Personnalités liées à la commune
- Savary Ier de Mauléon, seigneur d'Olonne, fonda la ville des Sables-d'Olonne en 1218. Le lycée public d'enseignement général des Olonnes porte d'ailleurs son nom.
- Philippe de Commines fut baron d'Olonne.
- François Rabelais a probablement séjourné à Olonne qu'il cite plusieurs fois dans son œuvre.
- Richelieu, évêque de Luçon, partagea la paroisse d'Olonne en 1622, pour créer celle des Sables.
- Paul Sigismond de Montmorency-Luxembourg, comte d'Olonne. Maréchal de Luxembourg, il combattit à Fleurus (1690) et Neerwinden (1693).
- Pierre-Aimé-Calixte Biroteau des Burondières (1743-1829), homme politique né à Olonne-sur-Mer, député du tiers état aux États généraux de 1789.
- Charles Paul Sigismond de Montmorency-Luxembourg, comte d'Olonne. Lieutenant général des armées (1744), il a combattu lors des Guerres de Succession d'Espagne (comme colonel à la tête du régiment d'Olonne), de Pologne ou d'Autriche.
- Pierre-Louis Menanteau (1755-1828), homme politique né à Olonne-sur-Mer, député de la Vendée en 1815, pendant les Cent-Jours.
- Marcel Hordenneau, résistant (1922-2020).
- Raphaël Dinelli, marin et directeur de recherche de la Fondation Océan Vital, réside à Olonne-sur-Mer.

## Identité visuelle
Un premier logotype est utilisé à partir de 1995. Le second, présenté par le maire Yannick Moreau le 29 septembre 2008, est une réalisation du cabinet Galet Jade.
Dans le cadre de la nouvelle charte graphique de la communauté d’agglomération présentée le 7 mars 2017, la typographie du logotype est modifiée dans les supports de communication à partir de juillet 2017.

Logotype (1995-2008).
Logotype (2008-2017).
Logotype (2017-2018).